# Ieltijávrásj
Ieltijávrásj är en sjö i Jokkmokks kommun i Lappland och ingår i Luleälvens huvudavrinningsområde. Sjön har en area på 0,402 kvadratkilometer och ligger 785 meter över havet. Ieltijávrásj ligger i Padjelanta Natura 2000-område. Sjön avvattnas av ett namnlöst biflöde till Bållávrjåhkå.

## Delavrinningsområde
Ieltijávrásj ingår i det delavrinningsområde (746530-154500) som SMHI kallar för Mynnar i Kieddejåkkå. Medelhöjden är 977 meter över havet och ytan är 44,14 kvadratkilometer. Det finns inga avrinningsområden uppströms utan avrinningsområdet är högsta punkten. Bållávrjåhkå som avvattnar avrinningsområdet har biflödesordning 4, vilket innebär att vattnet flödar genom totalt 4 vattendrag (Gieddejåhkå, Vuojatädno, Stora Luleälv, Luleälven) innan det når havet efter 434 kilometer. Avrinningsområdet består mestadels av kalfjäll (97 procent). Avrinningsområdet har 1,41 kvadratkilometer vattenytor vilket ger det en sjöprocent på 3,2 procent.